# E3 Саксо Банк Классик 2025
67-й выпуск  E3 Саксо Банк Классик — шоссейной однодневной велогонки по дорогам Бельгии. Гонка прошла 28 марта 2025 года в рамках Мирового тура UCI 2025 (категория 1UWT). Победу второй год подряд одержал нидерландский велогонщик Матье Ван дер Пул.

## Участники
Автоматически приглашения на гонку приняли все 18 команд категории UCI WorldTeam. Также организаторы пригласили ещё 7 команд категории ProTeam. Таким образом всего в гонке приняло участие 25 команд.
| UCI WorldTeams (18)- Alpecin-Deceuninck - Arkéa-B&B Hotels - XDS Astana Team - Bahrain-Victorious - Cofidis - Decathlon AG2R La Mondiale Team - EF Education-EasyPost - Groupama-FDJ - Ineos Grenadiers - Intermarché-Wanty - Lidl-Trek - Movistar Team - Red Bull-BORA-hansgrohe - Soudal Quick-Step - Team Picnic-PostNL - Team Jayco AlUla - Team Visma \| Lease a Bike - UAE Team Emirates XRG UCI ProTeams (7)- Israel-Premier Tech - Lotto - Q36.5 Pro Cycling Team - Team Flanders-Baloise - Team TotalEnergies - Tudor Pro Cycling Team - Uno-X Mobility |
| |

## Маршрут
Маршрут гонки 2025 года остался практически без изменений. Гонка стартовала и финишировала в Харелбеке. Общая протяжённость маршрута составила 208,8 километра и включала 13 брусчатых участков и 17 подъёмов с суммарным набором высоты 2800 метров. Первая серьёзная сложность дня — Каттерберг — располагался после чуть более 30 километров после старта. Остальные 16 подъёмов были расположены в пределах 100 километров, между Хуппе и Тигембергом, вершина которого находилась в 20 километрах от финиша. Единственное изменение между этими подъёмами — возвращение Эйкенберга, который в прошлом году был заменён на Эллистраат. За десять лет эта часть маршрута не претерпела изменений, что значительно увеличило гонку. Одним из ярких моментов гонки стало повторение участка Патерберг — Ауде Куаремонт.

## Ход гонки
Гонка началась не совсем удачно из-за завала на первых километрах, который разделил пелотон на две большие группы. Первая группа вырвалась вперёд на три минуты, а Матье, большая часть его команды Alpecin — Deceuninck и множество фаворитов оказались во второй группе.
Спустя несколько десятков километров они всё же смогли догнать первую группу. За 80 километров до финиша Мадс Педерсен из Lidl — Trek предпринял отличную атаку. Ему на колесо сели Матье ван дер Пул, Филиппо Ганна, Айме Де Гендт и Каспер Педерсен. Им удалось создать полуминутный отрыв от соперников.
Через 20 километров ближайшая группа преследователей — Маттео Йоргенсон, Тим Велленс, Стефан Кюнг, Джошуа Тарлинг, Йеспер Стёйвен и Маттео Трентин — проигрывала уже 50 секунд. А группа Ваута ван Арта — полторы минуты.
Стремительно события начали развиваться за 39 километров до финишной черты, когда гонщики доехали до холма Ауде Кваремонт. Именно тут Матье ван дер Пул сбросил сначала Филиппо Ганну (Де Гендт и Педерсен отстали чуть раньше), а затем и Мадса Педерсена. После этого капитан Alpecin — Deceuninck только набирал обороты, а начавшийся лёгкий дождь играл ему только на руку.
Как ни пытался Педерсен догнать ван дер Пула, у него ничего не получалось. Как и у Ганны, который пытался добрать Педерсена. За 10 километров до финиша Матье опережал Мадса чуть больше чем на минуту, а Филиппо — почти на две. Тим Велленс, Маттео Йоргенсон, Каспер Педерсен, Айме Де Гендт, Стефан Кюнг и Йеспер Филипсен проигрывали без малого три минуты.
На последних километрах Матье уже понимал, что победа на одной из самых интересных весенних классик у него в кармане — вторая подряд! Мадс Педерсен финишировал вторым, а Филиппо Ганна — третьим. Они проиграли 1 минуту и 7 секунд и 2 минуты и 5 секунд соответственно. Следом финишировали Каспер Педерсен из Soudal — Quick Step и Йеспер Стёйвен из Lidl — Trek.

## Результаты
| \| Генеральная классификация \| Генеральная классификация \| Генеральная классификация \| Генеральная классификация \| Генеральная классификация \| \| Гонщик \| Гонщик \| Команда \| Время \| \| \| ------------------------- \| ------------------------- \| -------------------------- \| ------------------------- \| ------------------------- \| \| 1-й \| Матье Ван дер Пул \| Alpecin-Deceuninck \| 4ч 38' 11 \| \| \| 2-й \| Мадс Педерсен \| Lidl-Trek \| + 1' 05 \| \| \| 3-й \| Филиппо Ганна \| Ineos Grenadiers \| + 2' 04 \| \| \| 4-й \| Каспер Педерсен \| Soudal Quick-Step \| + 2' 33 \| \| \| 5-й \| Яспер Стёйвен \| Lidl-Trek \| + 2' 33 \| \| \| 6-й \| Штефан Кюнг \| Groupama-FDJ \| + 2' 33 \| \| \| 7-й \| Айме Де Гендт \| Cofidis \| + 2' 33 \| \| \| 8-й \| Тим Велленс \| UAE Team Emirates XRG \| + 2' 35 \| \| \| 9-й \| Маттео Йоргенсон \| Team Visma \\| Lease a Bike \| + 2' 38 \| \| \| 10-й \| Майк Тёниссен \| XDS Astana Team \| + 2' 43 \| \| |                   |                            |           |
| |                   |                            |           |
| |                   |                            |           |
| Генеральная классификация |                   |                            |           |
| Гонщик | Гонщик            | Команда                    | Время     |
| 1-й | Матье Ван дер Пул | Alpecin-Deceuninck         | 4ч 38' 11 |
| 2-й | Мадс Педерсен     | Lidl-Trek                  | + 1' 05   |
| 3-й | Филиппо Ганна     | Ineos Grenadiers           | + 2' 04   |
| 4-й | Каспер Педерсен   | Soudal Quick-Step          | + 2' 33   |
| 5-й | Яспер Стёйвен     | Lidl-Trek                  | + 2' 33   |
| 6-й | Штефан Кюнг       | Groupama-FDJ               | + 2' 33   |
| 7-й | Айме Де Гендт     | Cofidis                    | + 2' 33   |
| 8-й | Тим Велленс       | UAE Team Emirates XRG      | + 2' 35   |
| 9-й | Маттео Йоргенсон  | Team Visma \| Lease a Bike | + 2' 38   |
| 10-й | Майк Тёниссен     | XDS Astana Team            | + 2' 43   |